# Dominicus von Spadafora
Dominicus von Spadafora (italienisch Domenico Spadafora) OP (* 1450 in Randazzo (Sizilien); † 21. Dezember 1521 in Monte Cerignone (Region Marken)) war ein italienischer Dominikaner. Er wird in der römisch-katholischen Kirche als Seliger verehrt.
Dominikus trat in Palermo in den Dominikanerorden ein. Seine Studien absolvierte er in Perugia und an der Universität Padua, wo er 1479 die Artes liberales mit dem Bakkalaureus abschloss. Anschließend wirkte er in Palermo als Prediger und erlangte nach weiteren Studien den Grad des Magister Theologiae. Er war als Socius (Mitarbeiter) des Ordensmagisters Gioacchino Torriani (Turriani) tätig und wurde 1491 Prior des von ihm gegründeten Klosters in Monte Cerignone, dessen Kirche 1496 geweiht wurde. Er blieb bis zu seinem Tod in diesem Kloster.
Dominicus von Spadafora zeichnete sich durch eine asketische Strenge aus, eine Reform des Ordenslebens im Sinne einer strengeren Beachtung der Ordensregeln war ihm ein besonderes Anliegen. Er wird besonders im Dominikanerorden verehrt. Nach der Bestattung in der Klosterkirche wurden 1545 seine Gebeine erhoben und 1677, nach der Auflösung des Konvents und der Aufgabe der Kirche, in die Pfarrkirche Santa Maria in Reclauso von Monte Cerignone überführt, wo sie bis heute verehrt werden. 1921 wurde er seliggesprochen, sein Gedenktag ist der 3. Oktober.